# Chicken Shoot
Chicken Shoot é um jogo de vídeo game públicado pela Zoo Digital. Foi lançado para o Wii em 2 de julho de 2007 na América.

## O jogo
- Acerte as galinhas em 12 cenários diferentes, com 8 níveis de dificuldades.
- Modos clássico,arcade e desafio
- Ranking mundial online

## Recepção
Chicken Shoot recebeu grandes crítticas negativas. Possui uma pontuação de 26% no Game Rankings. A GameSpot se referiu ao jogo como "Caçada a pato para idiotas" no qual a jogabilidade repetitiva não levava a nenhum ponto. O jogo ganhou nota de 0.0 e -2.0 de 10 no programa Run, a menor nota já dada pelo programa. A revista Inglesa NGamer deu uma pontuação de 7%, a menor já dada por eles a um jogo de Wii.